# Колумбус (Монтана)
Колумбус (англ. Columbus) — город и административный центр округа Стиллуотер в штате Монтана в Соединённых Штатах Америки.
Согласно данным переписи населения США 2020 года, число жителей города составляло 1857 человек, что немного меньше (−1,9%), чем было во время предыдущей переписи, проводившейся в 2010 году (1893 человека).

## История
В доколумбову эпоху здесь проживали коренные американцы из народа кроу. Сообщество европейцев изначально возникло здесь как станция дилижансов близ реки Йеллоустон.

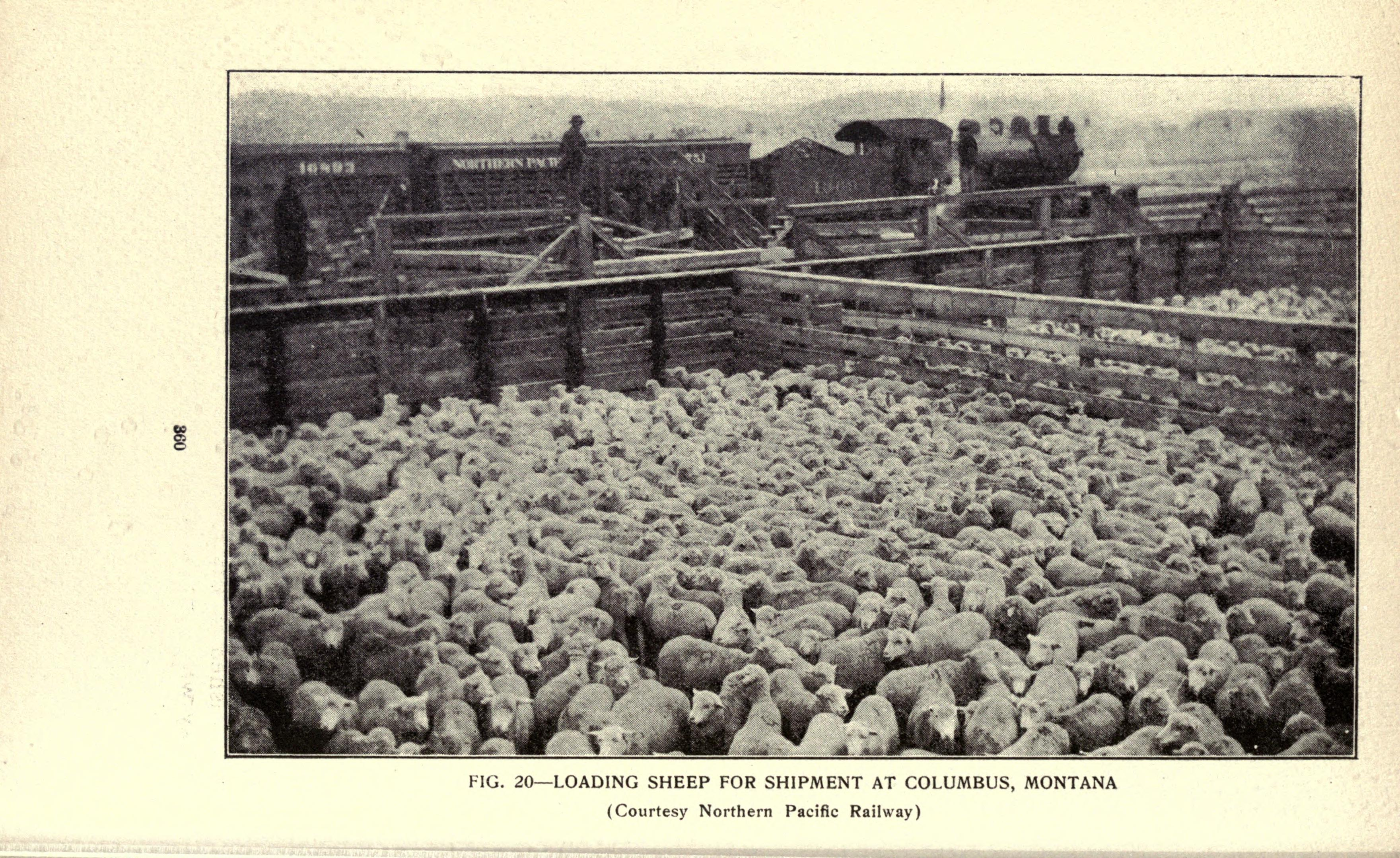
Колумбус в начале XIX века

Первоначальное название сообщества Шип-Дип (англ. Sheep Dip), вскоре было изменено на Стиллуотер, но во избежание путаницы с одноимённым городом в Миннесоте, который также был связан с Северной Тихоокеанской железной дорогой представители Почтовой службы США настаивали на смене названия. В конечном итоге название было изменено на Колумбус в 1893 году.
Первое время основу экономики города составляли сельскохозяйственные отрасли.
В 1910 году население Колумбуса составляло 521 человек и с тех пор, за исключением трёх десятилетий (включая последнее) показывало уверенный рост. В 2020 году здесь проживало 1857 человек.

## География
Согласно данным Бюро переписи населения США, общая площадь города составляет 1,35 квадратных мили (3,50 км2), из которых 1,32 квадратных мили (3,42 км2) приходится на сушу и 0,03 квадратных мили (0,08 км2) — на водную поверхность.
Колумбус находится в месте слияния рек Йеллоустон и Стиллуотер и расположен между рекой Йеллоустон, старой Йеллоустонской тропой и межштатной автомагистралью 90.

## Климат
Согласно системе классификации климатов Кёппена, в Колумбусе тёплый летний влажный континентальный климат, на климатических картах сокращённо обозначаемый аббревиатурой «Dfb».